# Bommaladevipura, Koratagere
Bommaladevipura là một làng thuộc tehsil Koratagere, huyện Tumkur, bang Karnataka, Ấn Độ.